# یواس‌اس ایچن‌برگر (دی‌یی-۲۰۲)
یواس‌اس ایچن‌برگر (دی‌یی-۲۰۲) (به انگلیسی: USS Eichenberger (DE-202)) یک کشتی بود که طول آن ۳۰۶ فوت (۹۳ متر) بود. این کشتی در سال ۱۹۴۳ ساخته شد.